# Portimão (freguesia)
A Freguesia de Portimão é uma freguesia portuguesa do Município de Portimão, com 75,69 km² de área e 49 218 habitantes (censo de 2021), tendo, por isso, uma densidade populacional de 650,3 hab./km².
Nos anos de 1864 a 1920, a sua sede designava-se Vila Nova de Portimão. Pela lei n.º 1692, de 11/12/1924, Vila Nova de Portimão foi elevada à categoria de cidade com a designação de Portimão.

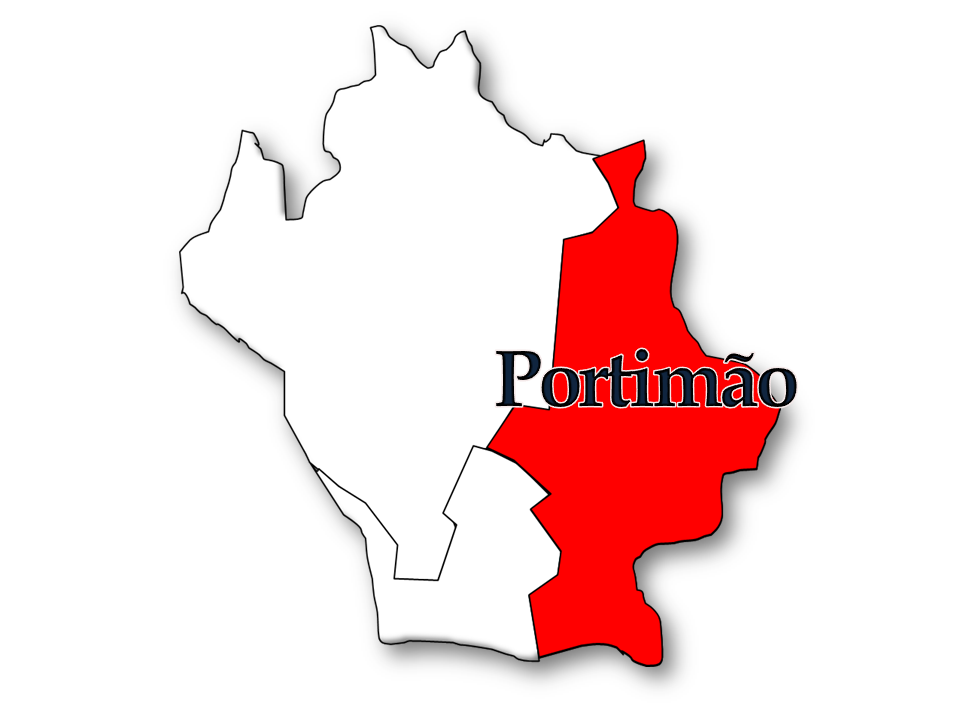
Localização da Freguesia de Portimão no Município de Portimão

## Demografia
Portimão foi, em 2021, a freguesia portuguesa situada fora das áreas metropolitanas de Lisboa e do Porto com maior número de residentes.
A população registada nos censos foi:
| Distribuição da População por Grupos Etários | Distribuição da População por Grupos Etários | Distribuição da População por Grupos Etários | Distribuição da População por Grupos Etários | Distribuição da População por Grupos Etários |
| -------------------------------------------- | -------------------------------------------- | -------------------------------------------- | -------------------------------------------- | -------------------------------------------- |
| Ano                                          | 0-14 Anos                                    | 15-24 Anos                                   | 25-64 Anos                                   | > 65 Anos                                    |
| 2001                                         | 5481                                         | 4888                                         | 19854                                        | 6020                                         |
| 2011                                         | 7219                                         | 4782                                         | 25463                                        | 7967                                         |
| 2021                                         | 7125                                         | 5056                                         | 26385                                        | 10652                                        |

## Património
- Capela de São José
- Colégio dos Jesuítas e Igreja da Misericórdia
- Convento de São Francisco ou Convento de Nossa Senhora da Esperança
- Casa Manuel Teixeira Gomes
- Escola Secundária Poeta António Aleixo
- Forte de Santa Catarina
- Igreja Matriz de Portimão ou Igreja de Nossa Senhora da Conceição
- Castelo de Portimão
- Quinta do Morais (quinta manuelina)